# Stornarella
Stornarella là một đô thị thuộc tỉnh Foggia trong vùng Puglia. Stornarella có diện tích 33  km², dân số thời điểm 31 tháng 12 năm 2004 là 5006 người.